# Stylocidaris affinis
Oursin-lance rouge
Espèce
Stylocidaris affinis, communément appelé Oursin-lance rouge, est une espèce d'oursins de la famille des Cidaridés vivant en Méditerranée profonde.

## Description
C'est un oursin régulier sphérique. La coquille (appelée « test ») peut mesurer jusqu'à 5 cm de diamètre, autour de laquelle rayonnent des piquants (appelés « radioles ») longs et robustes. Les radioles primaires sont alignées en cinq doubles rangées verticales, très épaisses, légèrement coniques, généralement brunes ou rougeâtres, annelées de couleur plus claire et montées sur de gros mamelons. Les radioles primaires servent surtout à la défense et au camouflage, et sont épaisses mais peu nombreuses (l'oursin peut les régénérer si nécessaire) ; les plus anciennes sont généralement recouvertes d'épibiontes (algues, corallinales…) qui les font apparaître grisâtres, car contrairement à la plupart des oursins le squelette de calcite y est à nu, sans épithelium. Le test et la base des radioles primaires sont protégés par un second type de radioles beaucoup plus petites et plates, le plus souvent jaunâtre, orangées ou rougeâtres et formant des sortes de gouttières le long des aires ambulacraires. Au sommet du test, le système apical très large est et composé d'une plaque centrale (le périprocte, qui contient l'anus) et de cinq plaques terminales (une plaque madréporitique et quatre plaques génitales), disposées en étoile grossière de couleur brunâtre (légèrement plus foncée que le reste du test) et couvertes de petites radioles spatulées.
Cet oursin ressemble beaucoup à son cousin Cidaris cidaris, ainsi qu'à son voisin antillais Eucidaris tribuloides. On le différencie de C. cidaris par des radioles plus courtes et plus pointues, aux dentelures plus grossières ; C. cidaris a aussi un test plus gris, et ses radioles ne sont pas annelées.

## Galerie

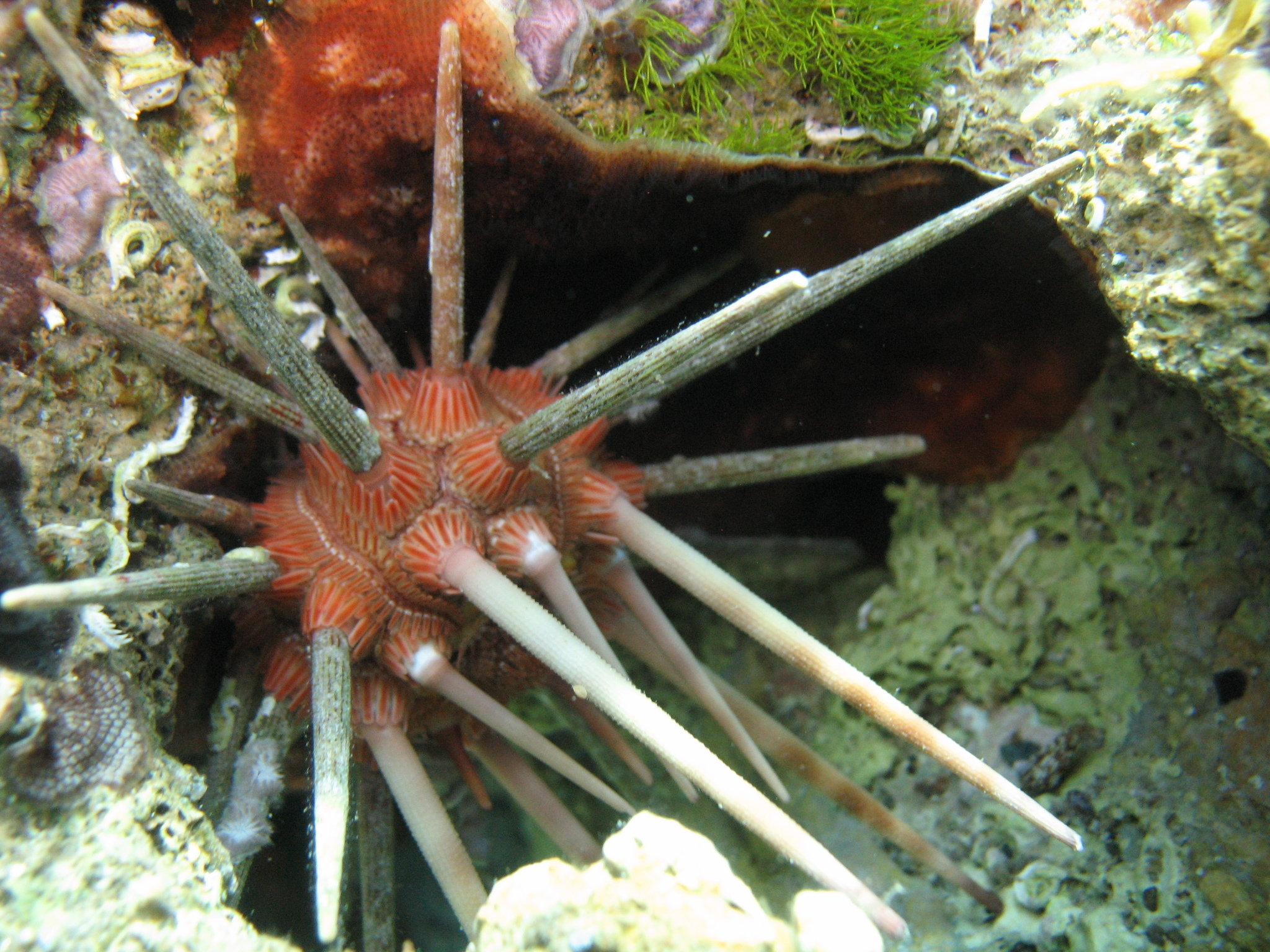
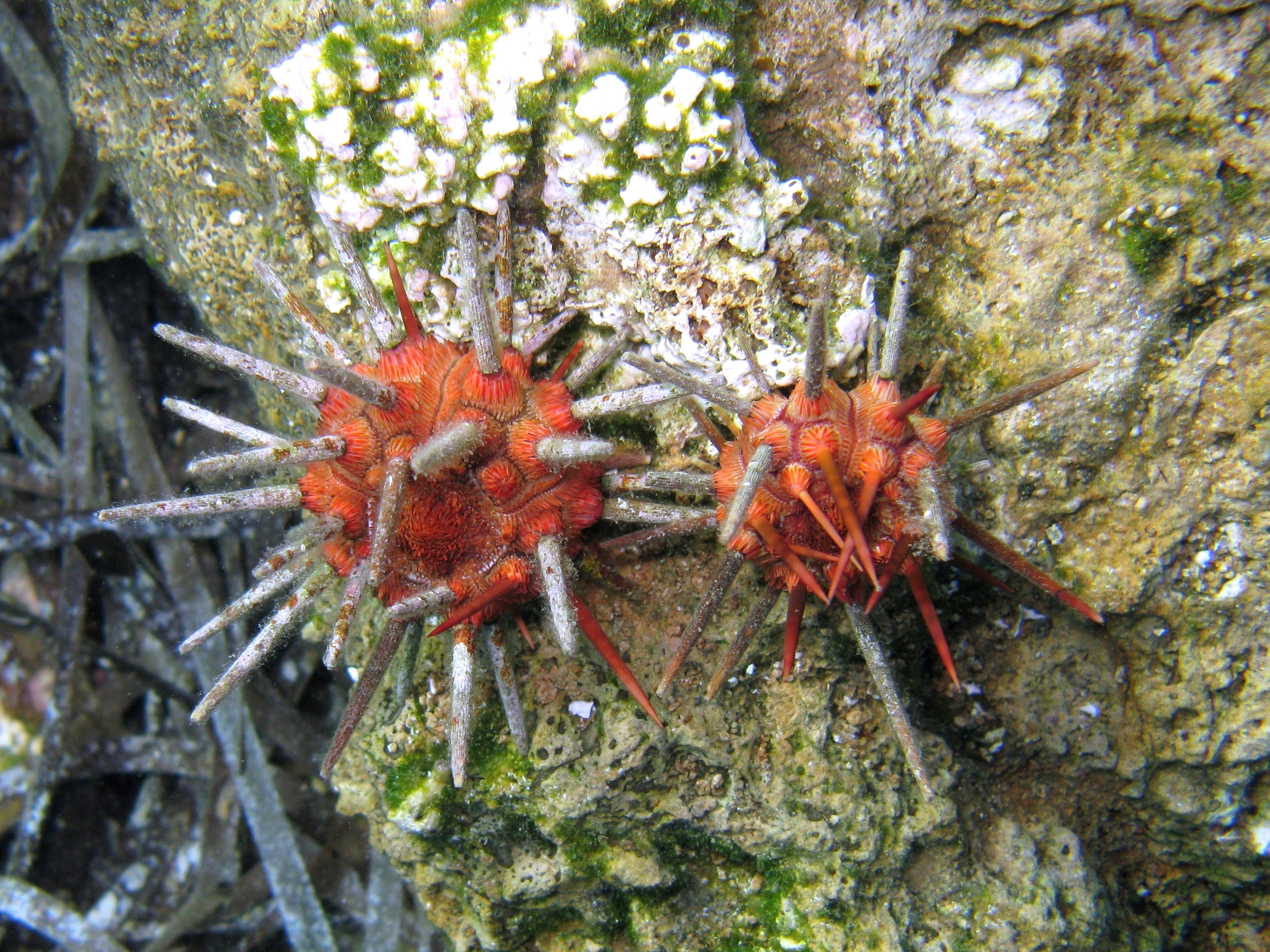
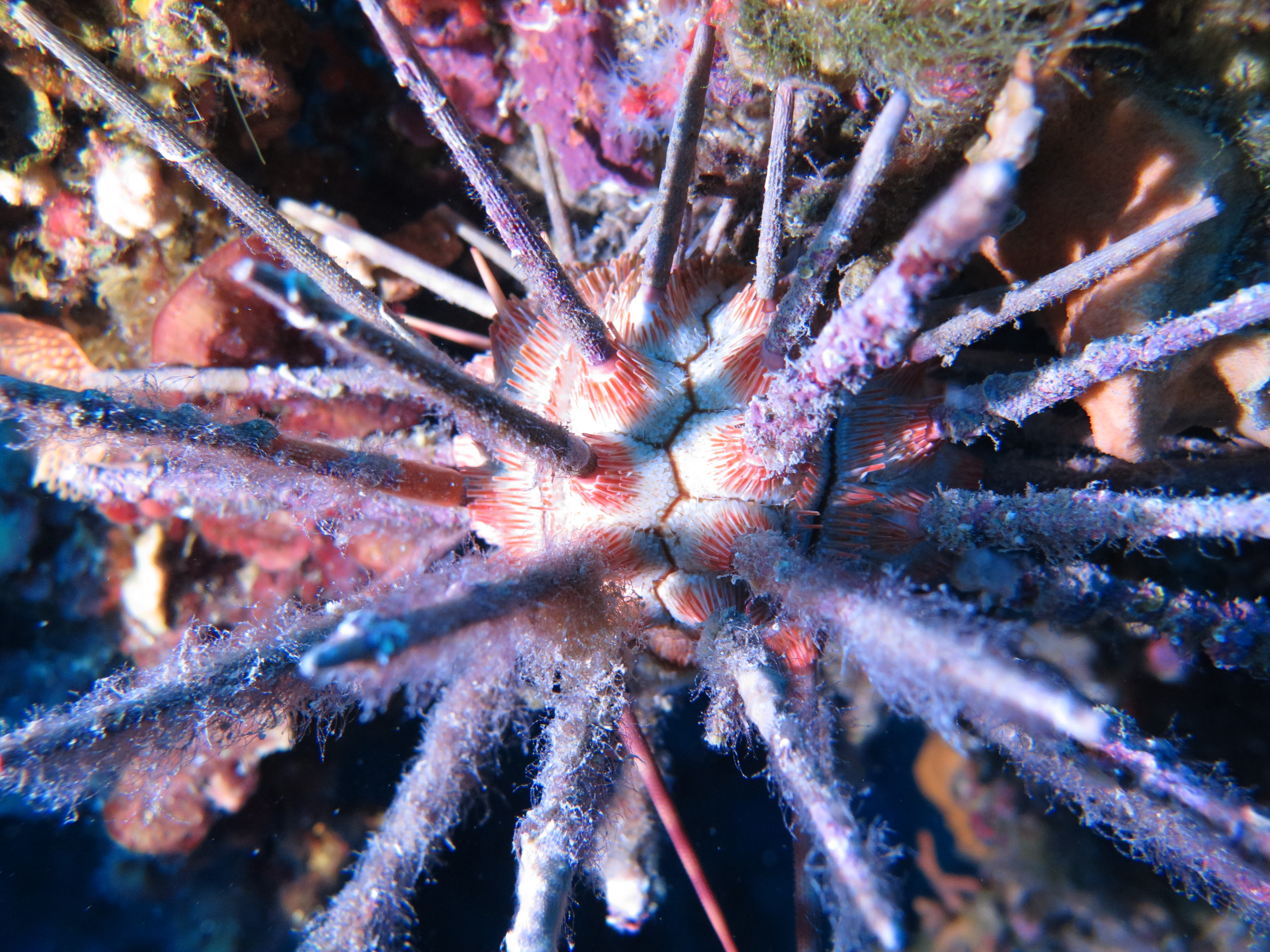
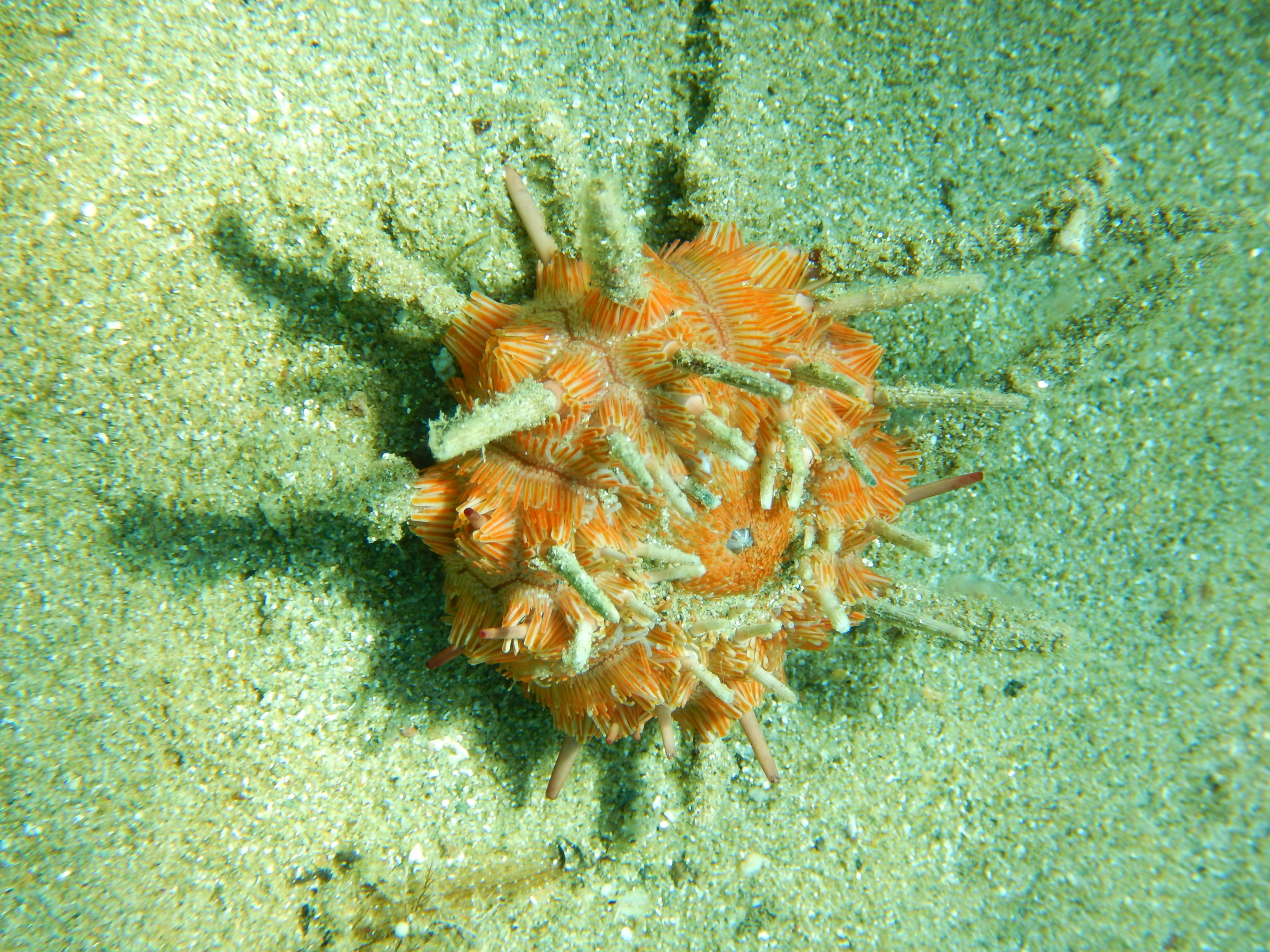
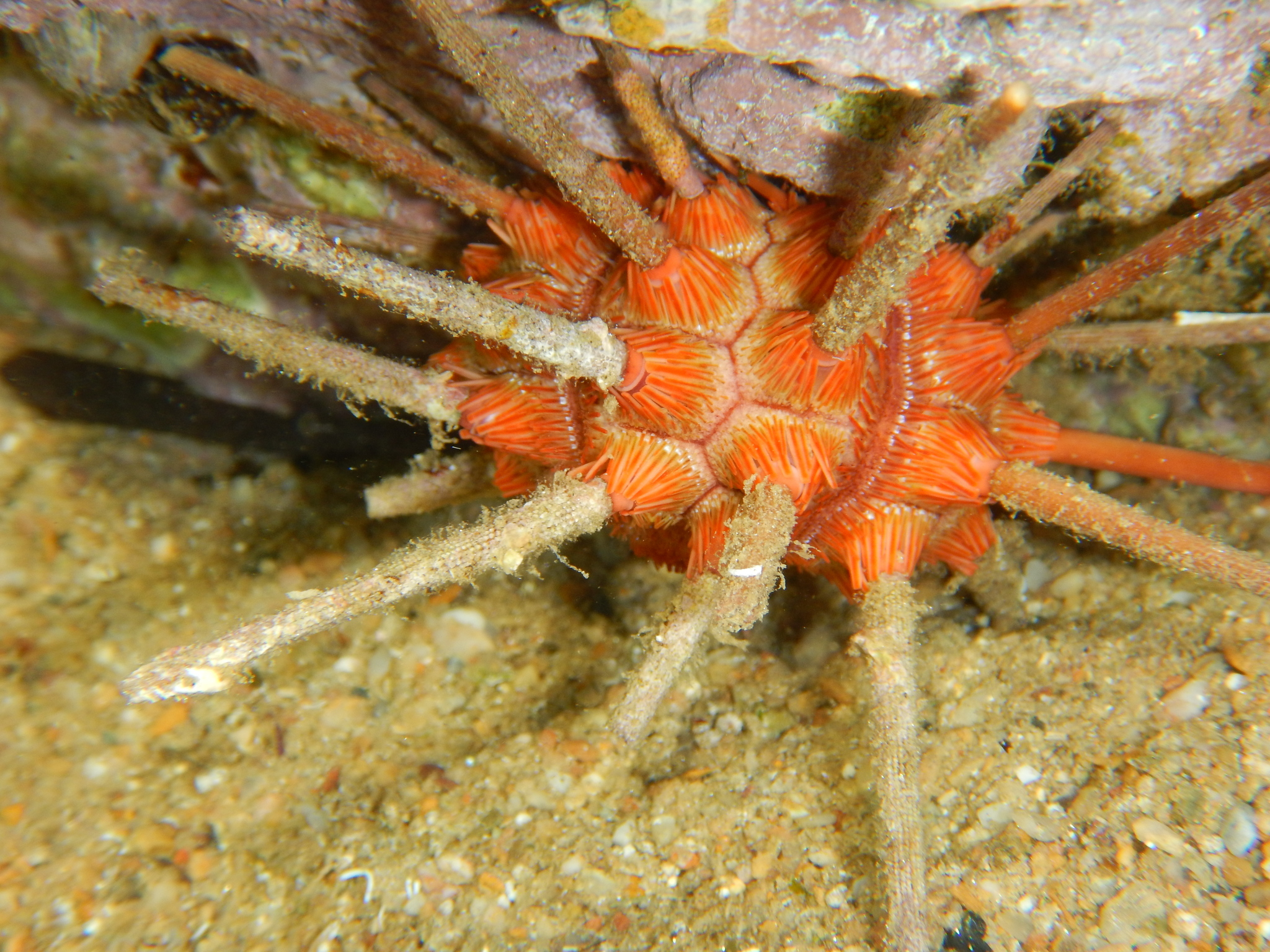
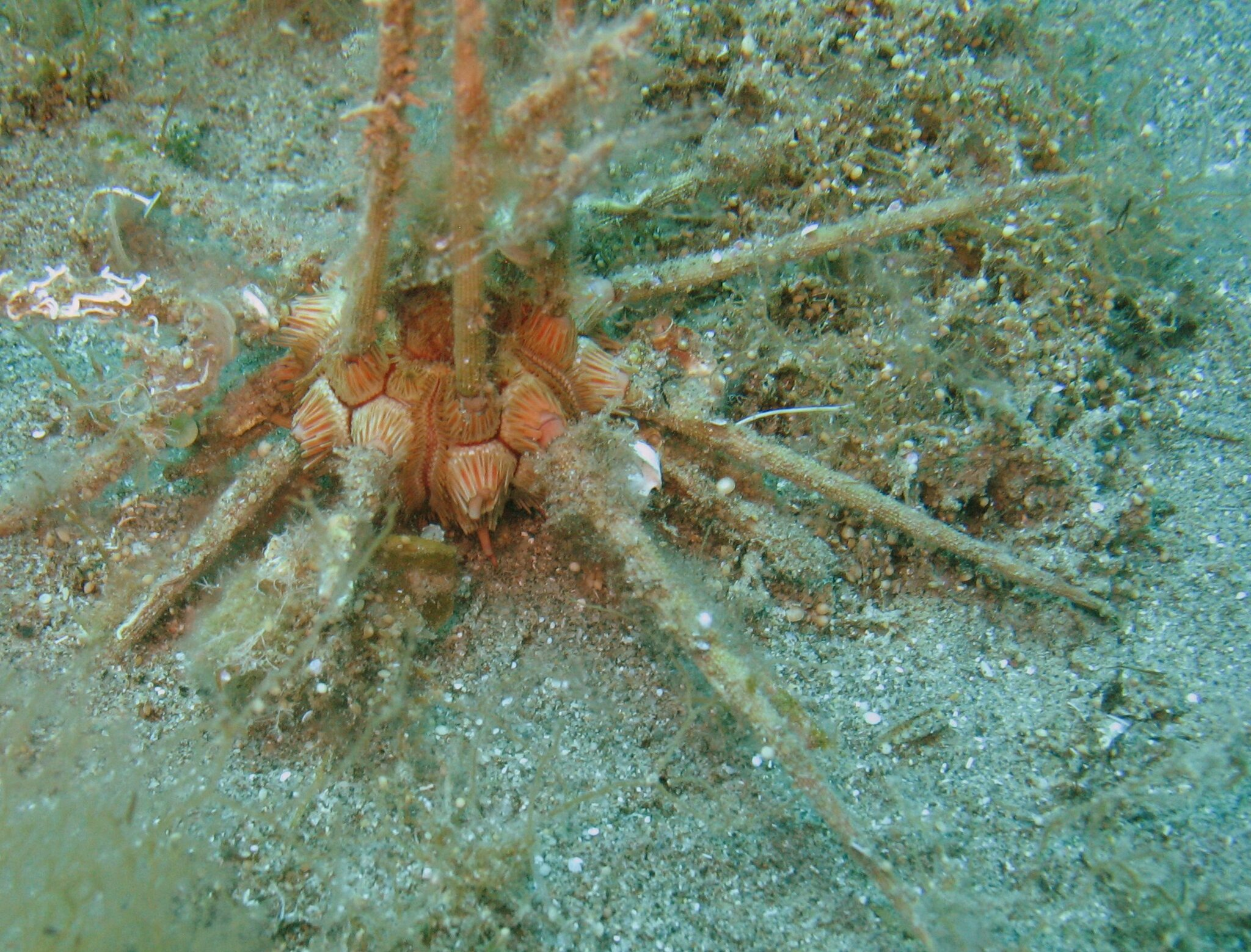
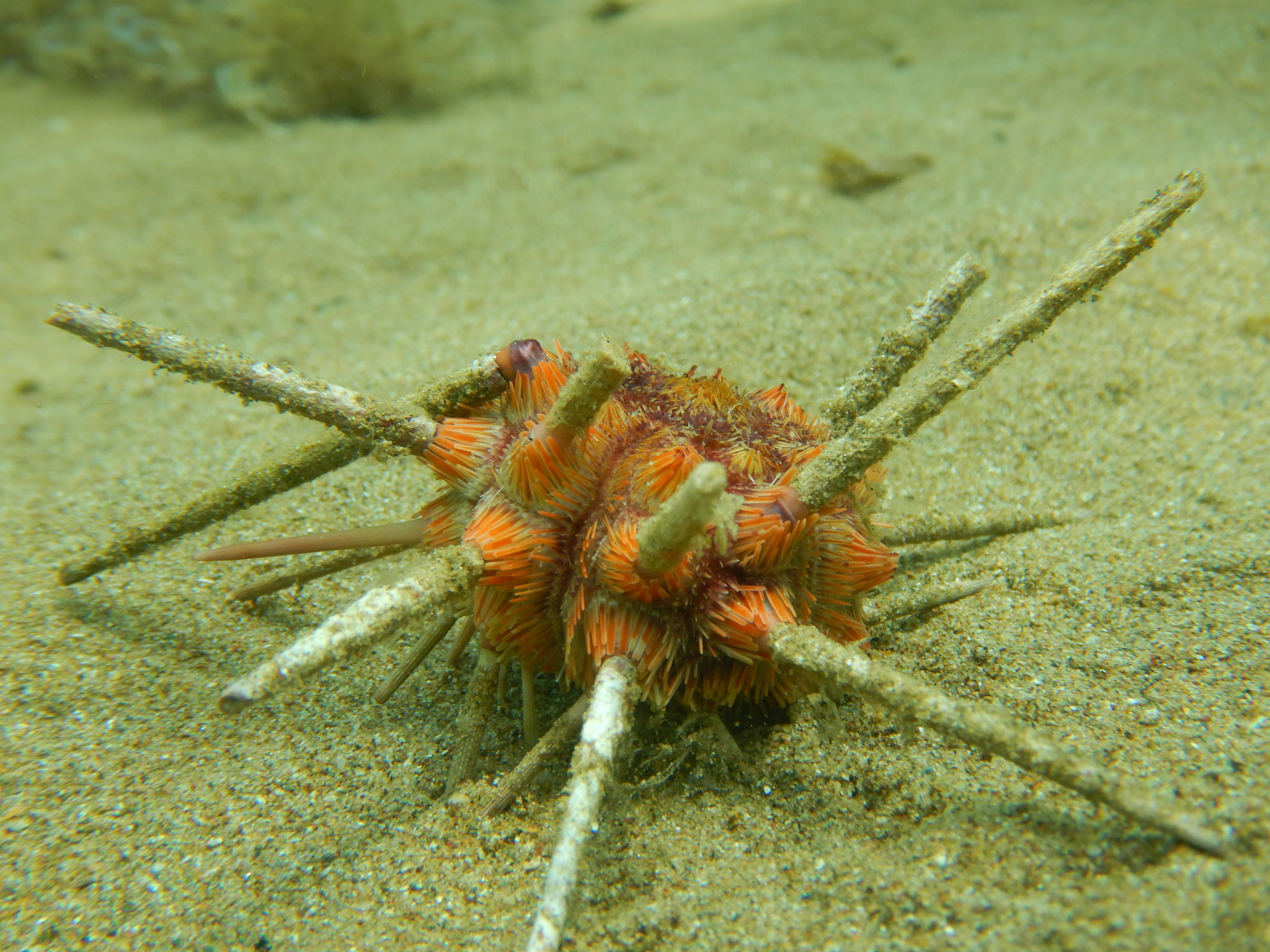

## Habitat et répartition
On trouve l'Oursin-lance rouge en Méditerranée, principalement de la Provence à l'Italie, et plus rarement jusqu'en Grèce. Il est aussi parfois observé en Atlantique.

Il se rencontre sur les fonds coralligènes, rocheux ou parfois mous et peut vivre de 30 à plus de 1 000 m de fond.

## Écologie et comportement
Cet oursin se nourrit en broutant le substrat situé sous lui avec son puissant appareil masticateur (appelé « Lanterne d'Aristote »). Omnivore et détritivore, il broute principalement des algues mais ne néglige pas un régime carné à base de charognes et d'animaux sessiles comme des éponges, des cnidaires ou même des mollusques.
La reproduction est gonochorique, et mâles et femelles relâchent leurs gamètes en même temps en pleine eau pendant l'été, où œufs puis larves vont évoluer parmi le plancton pendant quelques semaines avant de se fixer.

## L’Oursin-lance rouge et l'Homme
Contrairement à la plupart de ses congénères, cet oursin ne présente pas de danger pour l'homme vu que ses piquants ne sont pas très pointus et surtout que sa rareté et les profondeurs auxquelles il vit limitent les rencontres fortuites.